# سن-شارل-بورومه، کبک
سن-شارل-بورومه (به فرانسوی: Saint-Charles-Borromée) شهری در منطقه شهری ژولیت ناحیه لانودییر در استان کبک کانادا است. در سرشماری سال ۲۰۱۱ این شهر ۱۲٬۱۱۸ نفر جمعیت داشته‌است و مساحت آن ۱۸٫۶ کیلومتر مربع است.